# VR瑞典高速列車
VR瑞典高速列車（瑞典語：VR Snabbtåg Sverige）是一所隸屬VR集團（芬蘭國鐵）的瑞典的鐵路公司，運營往返哥德堡和斯德哥爾摩之間的城際列車。
此路線曾經由港鐵公司營運。2013年七月，港鐵獲准在哥德堡和斯德哥爾摩之間開辦路線，並於2015年3月21日正式以MTR Express的品牌開始運營。現時擁有六列Stadler FLIRT列車。
2020年，MTR Express更名為MTRX。
2024年，VR集團收購MTRX的業務，並將MTRX更名為。